# 矢城潤一
矢城 潤一（やぎ じゅんいち、 1961年10月1日 - ）は、日本の映画監督、脚本家。本名は八木潤一郎（やぎ じゅんいちろう）。

## 略歴
神奈川県三浦市出身。神奈川県立横須賀高等学校、専修大学経済学部卒業。大学を卒業後、フリーの助監督になる。北野武、原田眞人、長崎俊一など個性的な監督の現場で経験を積んだ後、自己資金で『ある探偵の憂鬱』を監督。バンクーバー国際映画祭 ドラゴン＆タイガーアワードにノミネートされる。以降、様々な映像作品に関わりながら、テレビドラマや映画の脚本も手がけるようになる。
初小説『55（ごじゅうご）』が第5回「日本ラブストーリー大賞」エンタテインメント特別賞を受賞した。
『原田眞人の監督術』という本の中で、『KAMIKAZE TAXI』のチーフ助監督時代のエピソードと共に優秀な助監督だった一人として取り上げられている。
2025年度より大阪芸術大学映像学科の客員教授に就任。

## 監督
- ある探偵の憂鬱（2000年、製作、監督、脚本、編集）
- Rolling Eggs(2001年、監督、脚本、編集）Webムービー
- GORGEOUS！〜僕のエンジェル（2006年、監督、編集）Webムービー
- ねこのひげ（2008年、監督、編集）
- ばななとグローブとジンベエザメ（2013年、監督、編集）
- スカブロ（2017年、脚本、監督）

## 脚本
- 6週間 プライヴェートモーメント（2001年、塩屋俊監督）共同脚本
- ウイニング・パス（2003年、中田新一監督）共同脚本
- ふたたび swing me again（2010年、塩屋俊監督）

## 小説
- ふたたび（2010年、宝島社文庫）※『55』から改題

## その他
- Please kill me（2002年、監督、脚本）ショートフィルム
- EN_GAWA（2005年、監督、脚本、編集）ショートフィルム
- お台場ラプソディ（2012年、監督・脚本・編集）ショートフィルム
- カゾクノカタチ（2014年、監督・脚本・編集）ショートフィルム　「蓼科映画祭」招待作品部門上映
- 久里浜グラフィティ/心のおつかい便（2020年、監督・脚本・編集）ショートフィルム
- 宝島BBQ大作戦（2021年、監督・脚本・編集）ショートフィルム
- はじまりの場所（2022年、監督・脚本・編集）ショートフィルム
- パンクロックなバス停（2008年、演出、脚本）舞台（東京俳優市場）
- 『茨の木・小林幸子』PV(2012年、企画、演出）